# Raymond V van Les Baux, prins van Orange
Raymond V van Les Baux, prins van Orange (1320 - Avignon, 10 februari 1393) was een Frans edelman uit het huis van Les Baux. Zijn ouders waren Raymond IV van Les Baux en Anne de Vienne, prinses van Orange. Hij had een zuster genaamd Anna, en een broer, Guillaume. Raymond V was de laatste prins van Orange van het huis Les Baux.
In 1340 nam Raymond het bestuur over het prinsdom Orange over. Zijn broer Guillaume maakte nog aanspraken op het prinsdom, maar in 1350 sloten de broers een overeenkomst waarbij Guillaume alle rechten overdroeg aan Raymond. Hiervoor ontving hij in ruil een steengroeve en een jaarlijkse rente.
In 1357 werd Raymond in Italië tot ridder geslagen. Als tegemoetkoming in de onkosten die hij hiervoor had gemaakt, stond zijn moeder Anne al haar rechten op het vruchtgebruik van het prinsdom aan hem af.
Raymond was in 1365 de stichter van de Universiteit van Orange.
Hij trouwde met Johanna van Genève in 1358. Zij was de zus van Paus Clemens VII. Het stel kreeg één, en mogelijk twee dochters. Dochter Maria trouwde in 1386 met Jan van Chalon, en ter gelegenheid van dit huwelijk schonk Raymond het prinsdom Orange aan Maria. Op 24 augustus 1388 bevestigde Raymond deze schenking en voegde hier tevens aan toe dat het prinsdom zou overgaan op Jan en zijn erfgenamen, mocht Maria kinderloos komen te overlijden. Het stel kreeg overigens samen een zoon en opvolger Lodewijk, en een dochter Marie. Hiermee kwam het prinsdom in handen van het Huis Chalon.